# متكاورة أجمية
متكاورة أجمية (الاسم العلمي:Sphaerophorus caespitosus) هي نوع من الفطريات تتبع جنس المتكاورة من فصيلة المتكاورات.